# Camí de Santa Maria (Castellcir)
El Camí de Santa Maria és un antic camí rural que unia el poble de Castellcir amb l'antic monestir de Santa Maria Savall, pertanyent al terme municipal de Balenyà, entre la comarca del Moianès i a la d'Osona.

El Camí de Santa Maria, respecte del terme de Castellcir

Arrenca del mateix poble de Castellcir, just al darrere de l'església parroquial de Santa Maria, i davalla, bàsicament cap a llevant, però fent nombroses giragonses, cap a la riera de Castellcir. Deixa a la dreta la masia de Mont-ras, i continua baixant fins que, ja a prop de la riera, troba un trencall, pel qual, si s'agafa el de més al sud-est, s'arriba a l'antiga església parroquial de Sant Andreu.
Cal agafar el trencall que trenca cap al nord-est i s'adreça cap a la riera, però per seguir-la aigües amunt. Continuant en la mateixa direcció, per la dreta de la riera de Castellcir, aviat s'arriba a Ca l'Antoja, que queda entre el camí i la riera, i Vilacís, que queda una mica enfilat al nord-oest. En aquest lloc la riera forma l'Embassament de Ca l'Antoja. Continuant encara riera amunt, al cap de poc es troba un trencall. Cal seguir el de l'esquerra, que trenca cap al nord i segueix encara la riera de Castellcir. Fins aquest punt el Camí de Santa Maria comparteix traçat amb el Camí del Castell i el Camí de Centelles. Poc abans se n'ha desviat cap al nord-est el Camí de la Baga.
Continuant cap al nord, el camí passa pels Camps de la Torrassa, deixa la Torrassa dels Moros a llevant, i continua cap al nord, sempre per la riba dreta de la riera. Deixa a ponent el Bruguerol de la Roca, després la Feixa de la Baga, i al cap d'un tram que segueix sempre la direcció nord, arriba al Pas de la Tuna. El camí torç cap al nord-est, passant per sota, al sud-est, de la urbanització de la Penyora. De seguida arriba a les restes de la masia de la Tuna, i, sempre aigües amunt per la dreta de la Riera de Castellcir; passa pel Pas de la Casanova i de seguida després, ran del Pou Cavaller. Just al costat nord del Pou Cavaller, el Camí de Santa Maria ha de passar una barrera mentre que el camí apte per a vehicles trenca cap al nord per tornar a travessar el torrent i adreçar-se cap a Santa Coloma Sasserra.
En aquell lloc comença, cap a llevant, la Sauva Negra. El camí segueix la vora esquerra del torrent de Sauva Negra, fins que arriba a l'extrem del terme de Castellcir, i comença el de Centelles. Segueix aquest torrent per l'esquerra, troba la Font de Sauva Negra i, al cap d'un tros, el camí baixa per creuar el torrent, en direcció nord-est, i va a cercar l'extrem occidental del Pantà de Sant Josep; travessa el torrent que prové d'aquest pantà, moment en què entra en el terme municipal de Balenyà. De seguida el camí acaba en una pista ampla, al costat de llevant de la qual hi ha l'antic monestir de Santa Maria Savall.

## Etimologia
Com la major part dels camins, el seu nom és de caràcter descriptiu: és el camí que mena de Castellcir a l'antic monestir de Santa Maria Savall.